# Andrés Charadía
Andrés Charadía, född 10 juli 1966, är en argentinsk friidrottare. Han deltog vid olympiska sommarspelen 1988, olympiska sommarspelen 1992 och olympiska sommarspelen 1996.